# Escape The Fate (álbum)
Escape The Fate es el tercer álbum de estudio de la banda de post hardcore Escape The Fate, lanzado oficialmente el 2 de noviembre de 2010 por DGC Records y Interscope Records, distribuido en otros países por Polydor Records y Universal. En los charts, el álbum llegó al puesto 25 en el Billboard 200, #1 en Hard Rock Albums, #4 en Rock Albums, #3 en Alternative and Independent Charts y #18 en Digital Albums Chart. El disco se lanzó en diferentes versiones el 3, 29, 30 de octubre, y el 1 de noviembre, lanzándose oficialmente el día 2. Es el último álbum con la participación del bajista y cofundador Max Green.

## Producción
En una entrevista durante el Warped Tour 2009, Max Green señaló que el álbum incluirá una canción coescrita por Mick Mars de Mötley Crüe, también ha confirmado a través FormSpring que tienen una canción coescrita por el guitarrista John 5 de Rob Zombie. El 23 de abril, Craig Mabbitt declaró a través de Twitter, que acababan de componer demos con Bryan Money, dando la idea de que la banda comenzaría la grabación de su álbum de estudio inmediatamente después de Bamboozle, y lo liberarían a finales de septiembre del 2010. Max Green aclaró vía FormSpring que este disco sería el primero sin Epitaph Records. Craig Mabbitt también ha declarado a través de su cuenta de Twitter que la banda tiene un par de canciones más para grabar, y que el nuevo álbum vendrá antes de lo esperado. También se confirmó el track The Guillotine 3: The Aftermath, y que solo les quedaba una canción por grabar. El 26 de julio, ETF anunció a través de Myspace algunas nuevas versiones en el álbum. Ellos han dicho oficialmente que el nuevo disco será lanzado a través de los sellos discográficos: DGC Records e Interscope Records, también el disco será distribuido por Universal y Polydor Records, siendo producido por Don Gilmore (Linkin Park, Bullet For My Valentine, Hollywood Undead, entre otras). Se fija para ser lanzado para inicios de noviembre. Max Green declaró: Este disco es la cura para la epidemia del día de la música moderna, volvimos a escribir rock como usted lo sabe. Luego de eso, la banda inicia un tour por EE. UU. y Canadá, antes de la liberación del álbum, con Bullet for My Valentine, Drive A y Black Tide.

## Promoción y lanzamientos
El 23 de agosto, la banda actualizó su Myspace con un nuevo logotipo y el título del álbum, Choose your Fate. También existió un contador de tiempo, el que indica que el 29 de agosto se lanzará una canción. ETF lanzó el 28 de agosto el sencillo Massacre. El 14 de septiembre se estrenó Issues, aunque se lanzó en radios el 9 de septiembre. El 27 de septiembre se lanzó el video de Issues. El 2 de octubre se lanzó el tracklist oficial, y el 3 de octubre la versión Deluxe por Amazon.com. El 29 y 30 de octubre, y el 1 de noviembre, se lanzó en diferentes versiones el álbum, el 2 de noviembre oficialmente se lanzó al mercado mundial. El 15 de diciembre la banda lanzó el video de City of sin, el que tiene un parecido al video de The guillotine Part II. El sencillo de Gorgeous Nightmare se lanzó el 16 de junio de 2011.

### Edición Deluxe
El 3 de octubre, Amazon.com colocó la edición pre-orden del nuevo álbum, junto a un cover alternativo. Esta edición contenía un Digital booklet junto a los temas Liar & Monsters y The Final Blow, además de un remix del tema Issues, por la banda Does It Offend You, Yeah?. El 29 de octubre, la versión deluxe fue lanzada en Estados Unidos.

## Recepción

### Comercial
Escape The Fate debutó en los Estados Unidos en el #25 en el Billboard 200, vendiendo más de 18 mil copias en su primera semana. Esto lo convierte en el álbum más exitoso de la banda, gracias a su nueva casa, Interscope Records.
El álbum se posicionó en el primer puesto en el "Top Hard Rock Albums" y el "Top Tastemaker Albums"; En el puesto #3 en el "Top Alternative" y el "Top Independent" y en el #4 en el "Top Rock Albums". Durante la segunda semana, el álbum cayó al #101 en el Billboard 200, vendiendo cerca de 6 mil ejemplares, una disminución decepcionante del 69% de las ventas en su semana debut. Además, el álbum descendió del #4 al #20 en el "Top Rock albums", del #3 al #11 en el "Top Independent albums" y del #3 al #2 en el "Top Alternative albums charts". El álbum se mantuvo en el puesto #10 en la segunda semana en el "Top Hard Rock albums chart", pasando del número #1 al #8, luego al #10. Adicionalmente, el álbum fue retirado de la lista de "Top Tastemaker Albums", aunque estuvo en el puesto #1 en su primera semana.
Al 15 de enero de 2011, el álbum ha vendido 50.379 copias solo en Estados Unidos.

### Crítica
Escape The Fate recibió críticas variadas sobre su lanzamiento. 'Shocks de Sonic, le dio al álbum una crítica positiva, en particular, alabando a la variedad del álbum. El revisor felicitó a la escasa utilización de "screaming", pero cuestionó la elección de la "Masacre" como el primer sencillo, teniendo en cuenta como una canción genérica. La revisión procedió a complementar la variedad de temas como Gorgeous Nightmare por su sorprendente evidente originalidad y su música pegadiza. Otras pistas elogió como City Of Sin por haber creado un post-hardcore  con una cara más clásica del rock, así como el tema Prepare Your Weapon la que es una pista pesada de metal épico. También el tema The Aftermath (the guillotine part III) contiene fuertes influencias del power metal europeo incluso si se analiza su solo puede ser comparado a solos de bandas prestigiosas del power metal como dragonforce o rhapsody of fire.

## Listado de canciones
| N.º | Título                                    | Escritor(es)           | Duración |  |
| 1.  | «Choose Your Fate»                        | Escape the Fate        | 1:40     |  |
| 2.  | «Massacre»                                | ETF, Money             | 4:15     |  |
| 3.  | «Issues»                                  | ETF, Money             | 2:42     |  |
| 4.  | «Zombie Dance»                            | Jay Gordon, ETF, Money | 3:17     |  |
| 5.  | «Gorgeous Nightmare»                      | ETF, Money             | 3:16     |  |
| 6.  | «City Of Sin»                             | Gordon, ETF, Money     | 2:42     |  |
| 7.  | «Day Of Wreckoning»                       | ETF, Money             | 3:14     |  |
| 8.  | «Lost In Darkness»                        | ETF, Money             | 3:41     |  |
| 9.  | «Prepare Your Weapon»                     | ETF, Money             | 4:41     |  |
| 10. | «World Around Me»                         | Gordon, ETF, Money     | 5:09     |  |
| 11. | «The Aftermath (The Guillotine Part III)» | ETF, Money             | 5:34     |  |

Edición Deluxe
| N.º | Título                  | Escritor(es)    | Duración |  |
| 12. | «Liars and Monsters»    | John 5, ETF     | 3:22     |  |
| 13. | «The Final Blow»        | Escape The Fate | 3:21     |  |
| 14. | «Issues» (Ruxpin remix) |                 | 5:25     |  |

Edición Deluxe (UK)
| UK Deluxe Edition Bonus Track |                                            |          |  |
| N.º                           | Título                                     | Duración |  |
| 15.                           | «Issues» (Does It Offend You, Yeah? remix) | 3:50     |  |

## Posicionamiento
| Listas (2010)                | Posición |
| ---------------------------- | -------- |
| Australian Albums Chart      | 58       |
| United Kingdom Albums Charts | 145      |
| US Billboard 200             | 25       |
| US Top Digital Albums        | 18       |
| US Top Tastemaker Albums     | 1        |
| US Top Hard Rock Albums      | 1        |
| US Top Alternative Albums    | 3        |
| US Top Rock Albums           | 4        |
| US Top Independent Albums    | 3        |

## Personal
| Escape the Fate - Craig Mabbitt – voces - Bryan Money – guitarra principal/rítmica, teclados, coros - Max Green – bajo, coros - Robert Ortiz – batería, percusión, coros Músicos adicionales - Jay Gordon – compositor - John 5 – compositor - Michael Money – compositor, guitarra adicional - Bart Hendrickson – sintetizadores, programación Artwork - P.R. Brown – director de arte, fotógrafo | Producción - Don Gilmore - producción - Bryan Money - producción adicional - Les Scurry - producción adicional - Ted Jensen - masterización - Marcos Kiczula - ingeniero de sonido - Keith Armstrong - ingeniero de sonido adicional - Nik Karpen - ingeniero de sonido adicional - Jackie Petri - A&R - Sosnow Jeff - A&R - Chris Lord-Alge - mezcla - Andrew Schubert - mezcla - Brad Townsend - mezcla |